# HDCAM

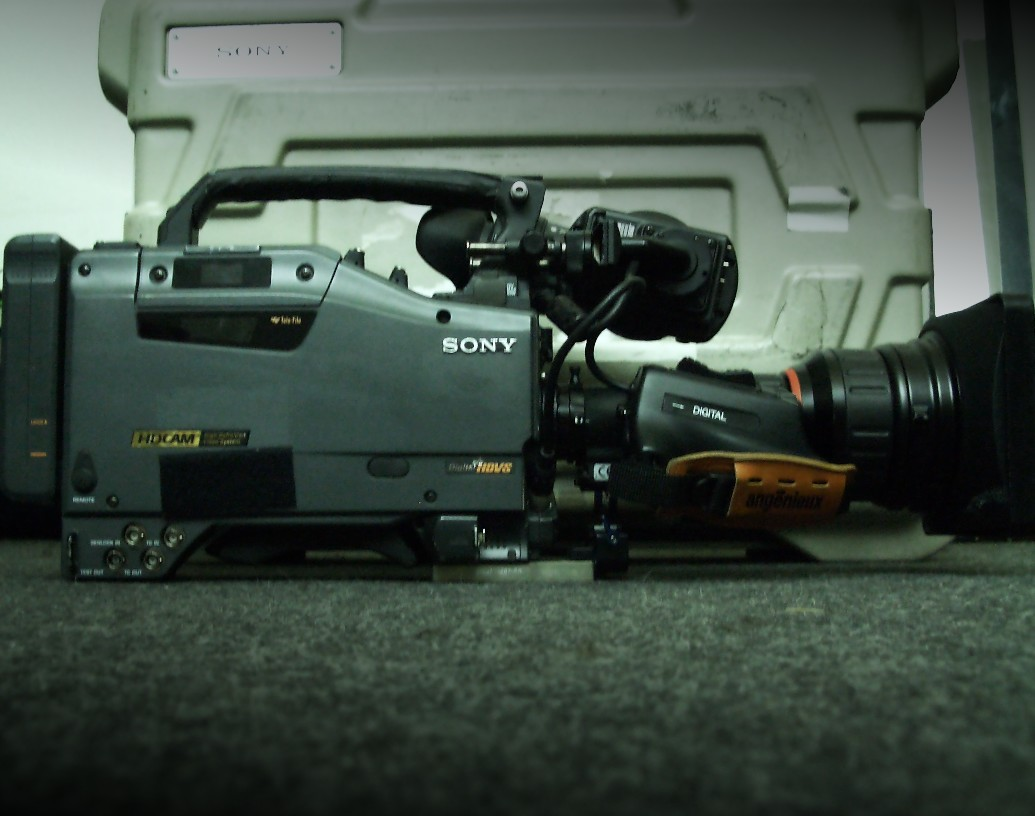
Drehfertige HDW-750P HDCAM mit Angenieux-Objektiv

HDCAM ist ein 1997 von Sony entwickeltes Format für ein komplettes Produktionssystem zur Herstellung von Spielfilmen und HDTV.
Es umfasst digitale Kinokameras, Monitore, Sucher, Bandrekorder und Übertragungstechnik und existiert in den zwei Unternormen HDCAM und HDCAM SR. Sony nutzt neben HDCAM auch Cinealta als Markenname für das System, um die Ausrichtung auf die Kinoproduktion und als Alternative zum 16-mm- und 35-mm-Film zu unterstreichen. 2004 erhielt Sony einen Emmy für ihre HDCAM-Kamera HDW900.

## Weitere Anbieter
Zahlreiche weitere Anbieter stellen Geräte her, die HDCAM und HDCAM SR nutzen. Beispielsweise folgende Hersteller bieten Kameras an, die auf HDCAM aufzeichnen können:
- ARRI mit der D-20
- Panavision mit der Genesis
- Thomson mit der Viper

## Einsatz
Das Format etablierte sich schnell und wird vor allem anstelle von oder zusammen mit 16- und 35-mm-Film für Serien- und für Kinoproduktionen eingesetzt. Welche Geräte in welcher Kombination eingesetzt werden, variiert. Typische Beispiele für unterschiedliche Einsätze sind:
- James Cameron – Avatar: stereoskopisch modifizierte HDCAM-Kamera
- George Lucas – Star Wars, Episode II und III: HDCAM-Kamera
- Francis Ford Coppola – Jugend ohne Jugend: HDCAM-Kamera
- Andy Wachowski und Lana Wachowski – Speed Racer: HDCAM-Kamera und -Rekorder
- James Cameron – Die Geister der Titanic, Aliens of the Deep: zwei HDCAM-Kameras für 3D-Aufnahmen
- Bryan Singer – Superman Returns: Panavision-Kamera mit HDCAM-Rekorder
- Martin Scorsese – Shine a Light: HDCAM-Kamera und -Rekorder
- Frank Miller – The Spirit
- Tony Scott – Déjà Vu – Wettlauf gegen die Zeit: Panavision-Kamera mit HDCAM-Rekorder
- Michael Mann – Miami Vice, Collateral:  HDCAM-Kameras von Thomson und Sony, HDCAM-Rekorder
- Robert Altman – A Prairie Home Companion: HDCAM-Kamera
- Mark Neveldine – Crank: HDCAM-Kamera
- Robert Rodriguez – Sin City, Planet Terror: HDCAM-Kamera und -Rekorder
- Lee Tamahori – Next: Panavision-Kamera mit HDCAM-Rekorder
- Michael Moore – Bowling for Columbine: 16-mm-Film und HDCAM-Kamera
- Jean-Jacques Annaud – Zwei Brüder: 35-mm-Film und HDCAM-Kamera
- Sidney Lumet – Tödliche Entscheidung – Before the Devil Knows You’re Dead
- Mel Gibson – Apocalypto: Panavision-Genesis mit HDCAM SR
- David Mallet – Remember That Night: Sony HDCAM SR

Für TV- und Liveproduktionen sind typische Einsatzgebiete der Sport, beispielsweise Olympische Sommerspiele 2004 oder Fußball-Weltmeisterschaft 2006, Konzerte, beispielsweise von Robbie Williams oder in der Metropolitan Opera oder Serien, beispielsweise Battlestar Galactica oder Star Trek: Enterprise.

## Geräte

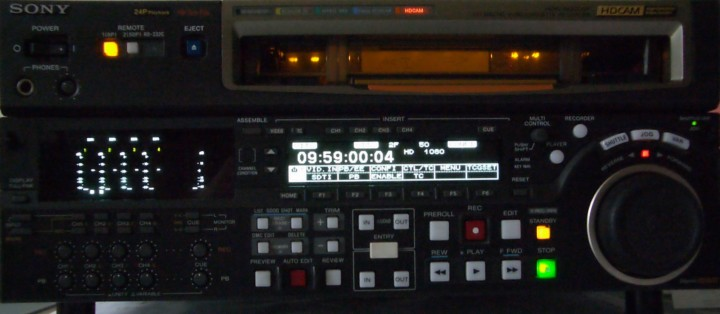
HDCAM-Masterrekorder für digitales Kino und HDTV

Für HDCAM existieren Geräte für den kompletten Produktionsablauf. Die Geräte lassen sich in sechs Kategorien unterteilen, genannt werden jeweils die typischen Geräte.
- Camcorder
  - F900/F900R hat die Bildwiederholrate 24p, 25p, 30p bzw. 50i und 60i.
  - 750P/790P hat die Bildwiederholrate 25p und 50i.

Diese Camcorder haben den identischen optischen Block, das gleiche Gehäuse und bieten einen unkomprimierten 1080p-HD-SDI-Ausgang wie auch einen integrierten HDCAM-Rekorder. Sie unterscheiden sich vor allem durch die verfügbaren Bildwiederholraten. Diese Camcorder sind die am weitesten verbreiteten Geräte zur Herstellung von digitalen Kino- und HDTV-Produktionen.
- Rekorder
  - J-H3 ist ein HDCAM-Abspielgerät.

Aufbau eines Sets und Überprüfung der Ausleuchtung mittels eines BVM-HD-Referenzmonitors von Sony

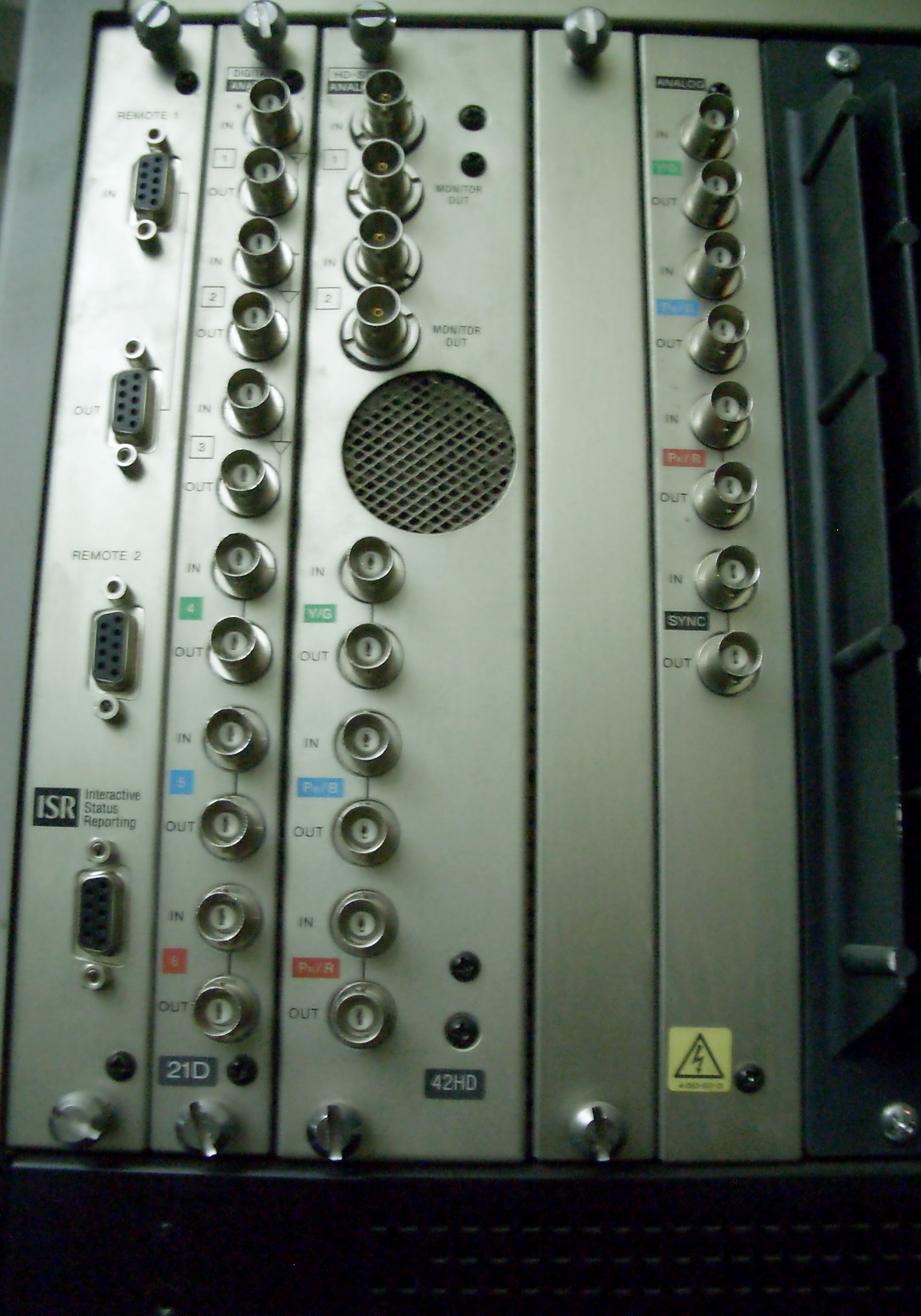
Anschlussfeld eines BVM20-Messmonitors

  - HDW2020P ist ein HDCAM-Studiorekorder.
  - SRW5500 und SRW5800 sind HDCAM SR-Studiorekorder.
  - SRW1 ist ein portabler HDCAM SR-Rekorder. Er wird häufig eingesetzt, um aus Kameraköpfen anderer Hersteller wie ARRI, Panavision oder Thomson aufzuzeichnen.

Bei den Rekordern existiert eine Vielzahl von unterschiedlichen Geräten. Relevante Unterscheidungskriterien sind beispielsweise die Fähigkeit, SD-Formate wie Betacam, Digital Betacam oder IMX abzuspielen sowie die Fähigkeit, verlustfrei mittels SDTI zu kopieren.
- Monitore
  - Die Modelle BVM14, 20, 24 und 32 sind Mess- und Referenzmonitore auf Röhrenbasis. Sie sind sehr schwer und teuer und werden fast ausschließlich für Mastering und Farbkorrektur eingesetzt. Sie haben umfassende Anschlussmöglichkeiten.
  - Die LMD-Serie umfasst Produktionsmonitore auf LCD-Basis. Sie sind kompakt und preisgünstig und werden zum Sichten eingesetzt. Sie bieten keine perfekte Reproduktion und haben nur eingeschränkte Anschlussmöglichkeiten.

Anders als bei Rekordern und Camcordern unterliegt Sony bei den LCD-Monitoren einem starken Wettbewerb. Andere Hersteller wie Panasonic oder JVC bieten zahlreiche alternative Geräte an. Da diese mit der genormten HD-SDI-Schnittstelle mit HDCAM-Geräten zusammenarbeiten können, die auch andere HD-Normen nutzen, existiert hier eine große Auswahl an nicht-Sony-eigenen Lösungen. Weiter existieren hochspezialisierte Lösungen, genannt seien als Beispiel die Monitore der Firma Astro. Diese bieten zahlreiche Zusatzfunktionen für das Drehen.
- Kameraköpfe
  - Es gibt digitale Kinokameras von anderen Herstellern wie z. B. ARRI, Red Digital Cinema Camera Company, Panavision oder Thomson.
  - Sony 950/1500 sind Kameraköpfe für das HDCAM- und HDCAM SR-Format und weit verbreitet für Aufnahmen im Live-Sport.

HD-Kameraköpfe, die mit HDCAM eingesetzt werden können, gibt es von zahlreichen Herstellern wie beispielsweise Canon, Ikegami, Panasonic oder JVC.
- Sucher
  - Sony HDVFC30 ist ein LCD-basierter HD-Farbsucher mit Fokusassistenzfunktionen.
  - Accuscene ist ein LCD-basierter HD-Farbsucher, typischerweise mit Panavision-HDCAM-Kameras im Einsatz.

Manche Kameras, die mit HDCAM eingesetzt werden, wie die D-20 von ARRI, bieten optische Sucher.
- Schnittplätze und Farbkorrektur
  - Sony XPRI ist derzeit das einzige native HDCAM-Mastering-System.

Zahlreiche weitere Lösungen existieren, beispielsweise von Apple, Adobe oder Autodesk. Diese arbeiten nicht mit nativen HDCAM-Daten, sondern müssen die Bilddaten wandeln.
- Weitere Geräteklassen

Im Umfeld der HDCAM-Technik hat sich eine Vielzahl von verschiedenen Geräteherstellern etabliert, welche unterschiedliche Geräte zur Nutzung mit HDCAM herstellen, so beispielsweise Bildmischer und Schalteinrichtungen, drahtlose Übertragungssysteme, Vector-/Wave-Messgeräte usw.

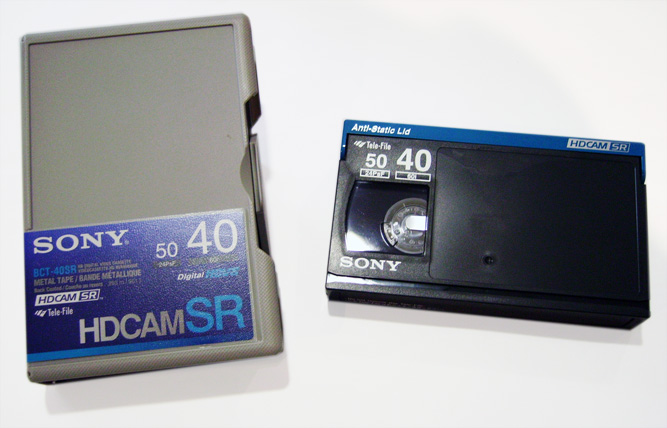
HDCAM SR-Kassette, Typus S

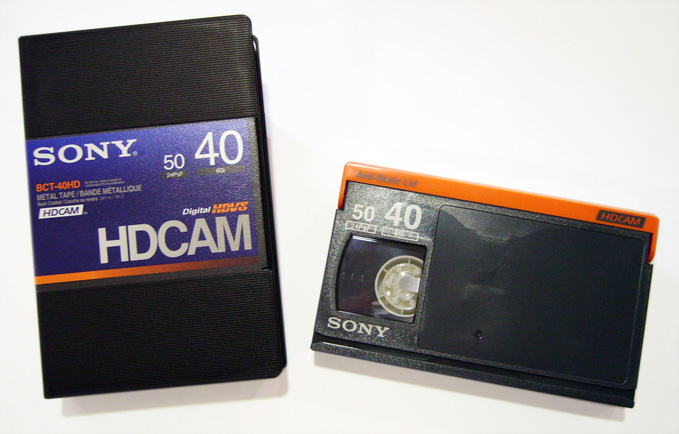
HDCAM-Kassette, Typus S

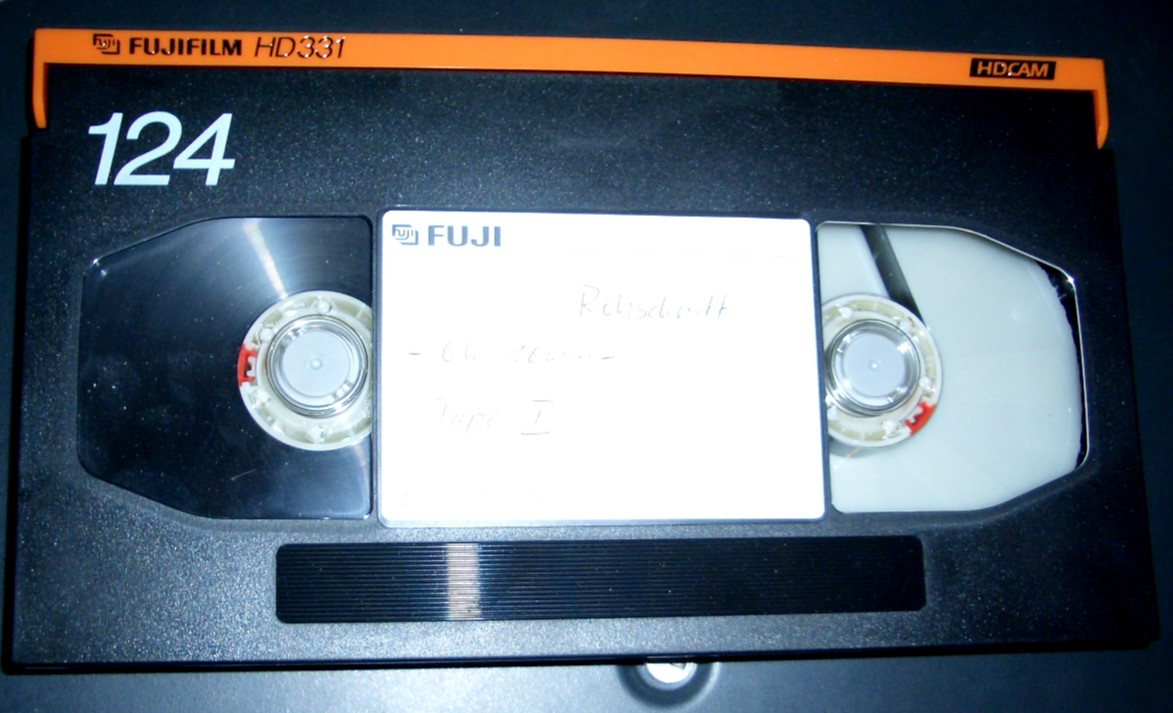
HDCAM-Kassette, Typus L

## Bänder
Die Aufnahmedauer ist bei den Kassetten abhängig von der Bildwiederholrate. Eine 40-Minuten-Kassette bietet rund 40 Minuten Aufnahmekapazität bei 30p, jedoch rund 50 Minuten bei 24p.
HDCAM verwendet das typische Halbzollformat von Sony. Es existieren die zwei Kassettengrößen
- S: 6, 12, 22, 32 und 40 Minuten bei 30p/60i,
- L: 34, 64, 94 und 124 Minuten bei 30p/60i oder 149 Minuten bei 25p/50i

Die kleineren S-Kassetten werden typischerweise zum Drehen in den Camcordern verwendet, die größeren L-Kassetten zum Erstellen von Masterbändern.
HDCAM-Bänder sind üblicherweise schwarz mit orangefarbigem Rand, HDCAM-SR-Kassetten sind schwarz mit cyanfarbigem Rand.

## Technik
HDCAM verarbeitet 1080p bei einer Farbtiefe von 8 oder 10 bit in YUV oder RGB. 
Verbunden werden die Geräte typischerweise mittels HD-SDI oder SDTI.
Die beiden Unterformate rastern intern unterschiedlich:
- HDCAM-Kamera via HD-SDI live oder auf Harddisk: YCbCr422, 10 bit. Entsprechend: 1920 × 1080.
- HDCAM-Aufzeichnung auf Band: mit YCbCr311, 8 bit. Entsprechend: 1440 × 1080.
- HDCAM-SR-Aufzeichnung auf Band mit YCbCr 422 oder RGB444 bei MPEG-4, 10 bit. Entsprechend: 1920 × 1080.
- HDCAM-SR auf HD-SDI, RGB444, 10 bit. Entsprechend: 1920 × 1080.

Für Kinofilmproduktionen werden beide Bandformate eingesetzt und stellen den Löwenanteil aller bisherigen digitalen Spielfilmproduktionen.
Eine Übersicht über relevante Regisseure, Filme und die verwendete Kamera bietet der Artikel Digitale Kinokamera.
In der Drehpraxis wird entweder auf HDCAM-Band, HDCAM-SR-Band oder direkt auf Festplatte aufgezeichnet.
Die Qualität steigt hier von HDCAM (YCbCr 3:1:1) über SR (YCbCr 4:2:2/RGB4:4:4) bis zu Disk (YUV/RGB 4:2:2/4:4:4 unkomprimiert) an. Die Kameras und ihre Quellauflösungen sind hierbei identisch, es variiert nur das aufgezeichnete Material. Die HDCAM-Camcorder verwenden eine 8-Bit-3:1:1-Kompression für die Bandaufzeichnung, an den HD-SDI-Ausgängen steht hingegen unkomprimiertes Material mit einer Farbtiefe von 10 bit zur Verfügung (1920×1080). Die auf Band gespeicherte Videobitrate beträgt 144 Mbit/s und der gespeicherte Sound wird auf vier Audiokanälen mit 48 kHz und 20-Bit-PCM codiert, alternativ für Kinofilm gemäß AC3 bei 5.1-Ton.
Die erweiterte Version HDCAM SR wurde 2003 eingeführt. Dieses System verwendet ein Band, welches die Daten in einer höheren Datendichte speichern kann und nimmt das Videosignal in 4:4:4-RGB oder YCbCr 4:2:2 mit einer Bitrate von 440 Mbit/s auf. Die erhöhte Bitrate erlaubt HDCAM SR die volle Bandbreite des 1080p- oder 1080i-Signals (1920×1080) aufzunehmen, ohne das Bild wie bei HDCAM mittels 3:1:1 auf 1440×1080 Pixel zu reduzieren. HDCAM SR verwendet die MPEG-4-Kompression und erweitert das Spektrum der Audiokanäle auf bis zu zwölf Spuren.
Für sehr komplexe Aufnahmen in der Kinoproduktion werden die HD-SDI-Ausgänge der 750-, 900R- und 950-Kamera genutzt (die ältere 900-Kamera bietet nur mit dem HDCA901 Kameraadapter HD-SDI-Ausgänge) und komplett verlustfrei und unkomprimiert auf Festplatte aufgezeichnet. Dieses bietet zwar keine unmittelbar für das menschliche Auge wahrnehmbare Qualitätsverbesserung des Bildes, schafft aber Reserven in der Postproduktion für Keying, Tracking usw.
Beide Formate bieten so gut wie alle notwendigen Bildaufzeichnungsfrequenzen 23,97/24/25 und 30p wie auch 50/59,97 und 60i. Für höhere Bildraten sind nur Kameraköpfe verfügbar, aber keine Camcorder.
Die kleineren Modelle Kamera 730 und Rekorder HDWM2000/1 bieten keine für die Kinoproduktion notwendige progressive Vollbildfunktion und arbeiten nur mit interlaced Bildern. Die großen Modelle Kamera 750 und 900 und Rekorder HDWM2000/20 und 500 bieten interlaced und progressive Bilder.

## SDTI
Eine besondere Bedeutung kommt bei HDCAM der SDTI-Schnittstelle zu. Mit dieser Schnittstelle kann verlustfrei kopiert werden, ähnlich wie beispielsweise eine DV mittels FireWire.
Sony bietet mit dem nichtlinearen Schnittplatz XPRI ein natives Schnitt- und Mastering-System für HDCAM an. Somit kann in der 0-Generation das Material mit der Kamera aufgezeichnet, kopiert, geschnitten und gemastert werden, ohne dass eine Bandgeneration entsteht. Mittels der SDTI-Schnittstelle werden die digitalen Daten auf dem Band, nicht die Videosignale, transferiert.

## Verbreitung und Ausblick
Wie bei allen Umstellungen von analoger, mechanischer und chemischer Verfahren auf digitale Produktion (so z. B. vom Bleisatz zum Laserbelichter im Druck, vom Mehrspurtonband zum Harddiskrekorder im Ton, vom klassischen Film zur digitalen Fotografie usw.) herrscht eine lebhafte Diskussion bezüglich der Konsequenzen des HDCAM-Formates für den chemischen Film.
Viele TV-Serien, die bislang auf Film realisiert wurden, damit sie international vermarktet werden konnten, werden nun im HDTV-Format realisiert. Auf HDCAM und HDCAM SR realisierte Spielfilme haben in den letzten Jahren regelmäßig ihre Positionen in den Kino-Top-Ten, oder, wie bei Sin City auf Platz 1 der Besuchercharts.
Sony versucht die digitale Entwicklung weiter voranzutreiben, indem strategische Partnerschaften mit früheren Mitbewerbern für Entwicklung und Vertrieb realisiert werden. So hat Sony für Panavision die Genesis entwickelt. Der hohe Preis für HDCAM-Geräte hat bisher verhindert, dass eine der Betacam entsprechende Verbreitung erreicht wurde und viele Geräte werden nur im Leihverfahren genutzt.